# Galactia heringeri
Galactia heringeri är en ärtväxtart som beskrevs av Arturo Erhardo Erardo Burkart. Galactia heringeri ingår i släktet Galactia och familjen ärtväxter. Inga underarter finns listade i Catalogue of Life.